# 菲律宾海洋区域法
菲律宾海洋区域法是菲律宾国会通过的一项法案，该法案主要由参议员弗朗西斯·托伦蒂诺起草和发起， 並于2024年11月7日由菲律賓总统小费迪南德·马科斯签署生效。 该条约根据聯合國海洋法公約和南海仲裁案，規定了菲律宾的内水、群岛水域、领海、毗连区、专属经济区和大陆架的範圍。 